# Museu de l'Aigua
El Museu de l'Aigua de Lleida és un museu de territori situat en diversos edificis patrimonials de la ciutat de Lleida.
El museu explora les relacions íntimes de la ciutat de Lleida amb l'aigua, ja que la seva ubicació i la gestió de l'aigua que n'ha fet històricament ens ha llegat un magnífic patrimoni relacionat amb els seus usos, la formació del paisatge i la producció d'energia hidroelèctrica.
La missió del museu és garantir la preservació del patrimoni material, però també de l'immaterial: les vivències entorn de l'aigua, les tecnologies i les infraestructures que han quedat i que són la base de les que usem avui, les innovacions que ens faciliten la vida.
El museu difon els seus principis a partir d'activitats educatives, exposicions temporals i activitats de difusió.
El museu està format per 4 espais visitables: el campament de La Canadiense, el Dipòsit del Pla de l'Aigua, els Pous del gel i el Molí de Sant Anastasi.

## Campament de La Canadiense
Recinte construït per La Canadiense al costat del canal de Seròs. La Canadiense era el sobrenom que es donà al grup empresarial fundat per l'enginyer Frederick S. Pearson i encapçalat per la Barcelona Traction. Aquesta empresa, fundada l'any 1911, es creà per electrificar Catalunya a partir de l'aigua dels rius de les Terres de Lleida. Van construir 3 grans centrals: a Tremp, a Camarasa i a Seròs. La central de Seròs pren l'aigua del riu Segre a l'alçada de Lleida, a la presa de la Mitjana, d'on en surt un canal de 27 km que aporta l'aigua suficient per moure les turbines. Vora el canal, a l'alçada del barri de la Bordeta de Lleida, es va construir el campament, com a conjunt d'habitatges, oficines i magatzems per als treballadors.
Actualment aquest recinte acull la seu del Museu de l'Aigua de Lleida, i s'hi poden visitar les exposicions "La força de l'aigua. El Dr. Pearson i les obres de La Canadiense a Lleida" i "Aigües del món. Col·lecció ampolles d'aigua d'arreu del món".

## Dipòsit del Pla de l'Aigua
El dipòsit del Pla de l'Aigua és el primer dipòsit d'aigua potable de la ciutat, construït a entre 1784 i1792. Es tracta d'un dipòsit subterrani de grans dimensions, cobert amb 25 pilars i sis voltes de canó. L'aigua hi arribava des del canal de Pinyana, i des del dipòsit es repartia per la ciutat mitjançant un conjunt de fonts monumentals. Posteriorment l'aigua va arribar a les cases, cosa que va fer augmentar el consum. Aleshores fou necessari construir nous dipòsits (els primers, l'any 1901, a les Basses d'Alpicat), fins que aquest dipòsit va deixar de prestar servei. Finalment, fou restaurat a final del segle xx per tal de poder-se visitar.

## Pous del gel
Antics magatzems situats a l'obaga del Turó de la Seu Vella, on es guardava el màxim de gel possible a l'hivern per a poder-ne disposar durant tot l'estiu. Foren construïts l'any 1611 per la Paeria, que els donava en concessió. Actualment són una mostra de l'enginy humà per millorar les condicions de vida. En aquest cas, per a poder disposar de gel tot l'any, per a conservar aliments, per a usos mèdics i com a refresc.

## Molí de Sant Anastasi
Antic molí fariner, datat a inicis del segle xiii. Aprofitava el salt de la séquia de Fontanet, que li donava la força necessària per moure les moles. Juntament amb el molí de Cervià fou un dels més importants de l'Horta de Lleida.
Actualment s'hi conserva part de la maquinària, vestigis de l'edificació medieval, reformada en època moderna, i el salt d'aigua.